# Lemna yungensis
Lemna yungensis là một loài thực vật có hoa trong họ Ráy (Araceae). Loài này được Landolt mô tả khoa học đầu tiên năm 1998.